# Meteora
 För det grekiska klosterområdet (världsarv), se Meteora (Grekland).
Meteora är det andra fullängdsalbumetet med nytt material av det amerikanska bandet Linkin Park. Albumet gavs ut den 25 mars 2003. Ordet "Meteora" betyder sväva i luften och det kommer från grekiskan. I Grekland finns en grupp av kloster som kallas "Meteora", vilket inspirerade bandet till namnvalet.

## Låtlista
1. "Foreword"
2. "Don't Stay"
3. "Somewhere I Belong"
4. "Lying from You"
5. "Hit the Floor"
6. "Easier to Run"
7. "Faint"
8. "Figure.09"
9. "Breaking the Habit"
10. "From the Inside"
11. "Nobody's Listening"
12. "Session"
13. "Numb"